# Interlaken, New Jersey
Interlaken är en ort i Monmouth County i delstaten New Jersey, USA.